# 萨尔当 (克勒兹省)
萨尔当（法語：Sardent，法語發音：[saʁdɑ̃]）是法国克勒兹省的一个市镇，属于盖雷区。

## 地理
萨尔当（46°3'2"N, 1°51'20"E）面积41.11 平方千米，位于法国新阿基坦大区克勒兹省，该省份为法国中部省份，位于法國中央高原西北部，北起安德尔省和谢尔省，西接维埃纳省，南至科雷兹省，东临多姆山省，东北与阿列省接壤。
与萨尔当接壤的市镇（或旧市镇、城区）包括：拉沙佩勒圣马夏尔、雅纳亚、迈索尼斯、佩拉布、蓬塔里永、萨韦讷、圣克里斯托夫、圣埃卢瓦、圣伊莱尔堡、托龙。

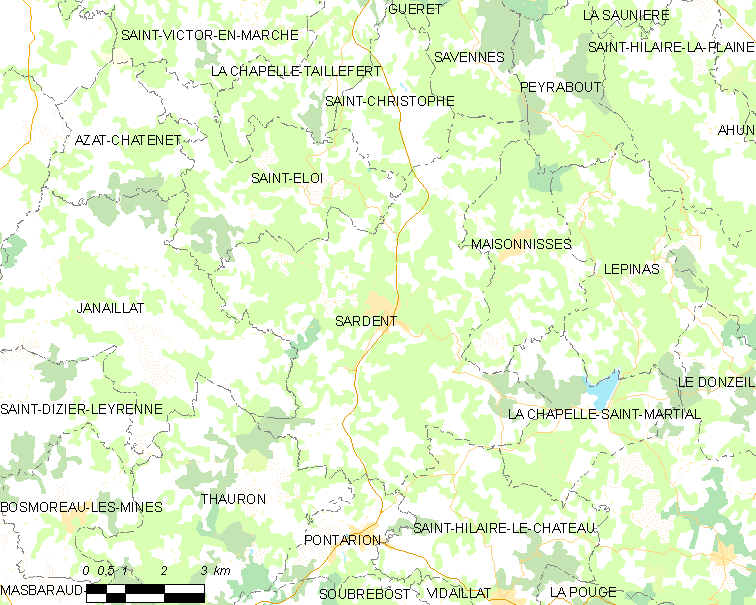
的OSM定位图

萨尔当的时区为UTC+01:00、UTC+02:00（夏令时）。

## 行政
萨尔当的邮政编码为23250，INSEE市镇编码为23168。

## 政治
萨尔当所属的省级选区为阿安县。

## 人口

1962-2008年间人口变化图示

萨尔当于2022年1月1日时的人口数量为758人。